# Ostheide
Mit Ostheide wird der Ostteil der Lüneburger Heide östlich der Stadt Lüneburg und des Uelzener Beckens im Norden sowie östlich der Südheidemoore an Mittel- und Unterlauf der Ise im Süden bezeichnet. In diesem räumlichen Bereich liegt auch die Samtgemeinde Ostheide mit den Gemeinden Barendorf, Neetze, Reinstorf, Thomasburg, Vastorf und Wendisch Evern. 
Im engeren Sinne bezeichnet Ostheide nur den von Endmoränen geprägten, zur Elbe entwässernden Nordteil. Sie besteht aus der Osthannoverschen Kiesmoräne mit dem Waldgebiet der Göhrde und dem bis 142 m ü. NHN hohen Drawehn sowie ihren Abdachungen und Ausläufern bis Lüben im Süden und liegt in der Hauptsache in den niedersächsischen Landkreisen Lüneburg und Lüchow-Dannenberg. Am Westrand liegen kleinere Gebiete im Landkreis Uelzen, im Südosten im sachsen-anhaltischen Altmarkkreis Salzwedel; im Landkreis Gifhorn liegt in der Hauptsache der Südteil und nur minimale Randteile der Ostheide im engeren Sinne.
Die jenseitige Fortsetzung des Kern-Höhenzuges nach Südosten, in das historische Gebiet der Altmark, wird Westaltmärkisches Waldhügelland genannt und wird zur naturräumlichen östlichen Nachbar-Großregion der Lüneburger Heide, Wendland und Altmark, gerechnet.

## Naturräumliche Gliederung
Die naturräumliche Haupteinheit Ostheide gliedert sich wie folgt:
- (zu 64 Lüneburger Heide)
  - 642 Ostheide (ca. 1690[5] bzw. 1639[6] km²)

| - Ostheide im engeren Sinne (ca. 990 km²) - 642.5 Osthannoversche Kiesmoräne (ca. 720 km²) - 642.54 → Göhrde mit dem Staatsforst Göhrde (ca. 85 km²) - 642.53/50 Hoher Drawehn - 642.53 → Dannenberger Geest (Nordteil mit Klötzie; ca. 290 km²) - 642.50 → Hohe Geest (Südteil; ca. 240 km²) - 642.51/52 → Bodenteicher und Lüder Geest - 642.51 Bodenteicher Geest (ohne Seewiesen ca. 75 km²) - Bodenteicher Seewiesen (Singularität) - 642.52 Lüder Geest (mit Seewiesen ca. 30 km²) - 642.7–9 → Bohndorfer Endmoränen und Zungenbecken im Norden (ca. 270 km²) - 642.7 Bohndorfer Endmoränen (ca. 135 km²) - 642.8 Neetzer Becken (ca. 70 km²) - 642.9 Dahlenburger Becken (ca. 65 km²) | - 642.6 → Niedere Geest (Niederer Drawehn; auch der Lüchower Niederung zurechenbar; ca. 140 km²) - 642.0–4 Südliche Ostheide (auch der Südheide zurechenbar; ca. 560 km²) - 642.0 Jembke-Vorsfelder Sandplatten (ca. 200 km²) - 642.00 Boldecker Land (ca. 95 km²) - 642.01 Vorsfelder Werder (ca. 105 km²) - 642.1 Ehraer Moorniederung (ca. 30 km²) - 642.2 Knesebeck-Bromer Moränenplatte (ca. 205 km²) - 642.20 Knesebecker Forst (Malloh; ca. 160 km²;) - 642.21 Bromer Geest (ca. 45 km²) - 642.3 Wittinger Flottsandgebiet (ca. 60 km²) - 642.4 Ohretal (ca. 60 km²) |

### Göhrde

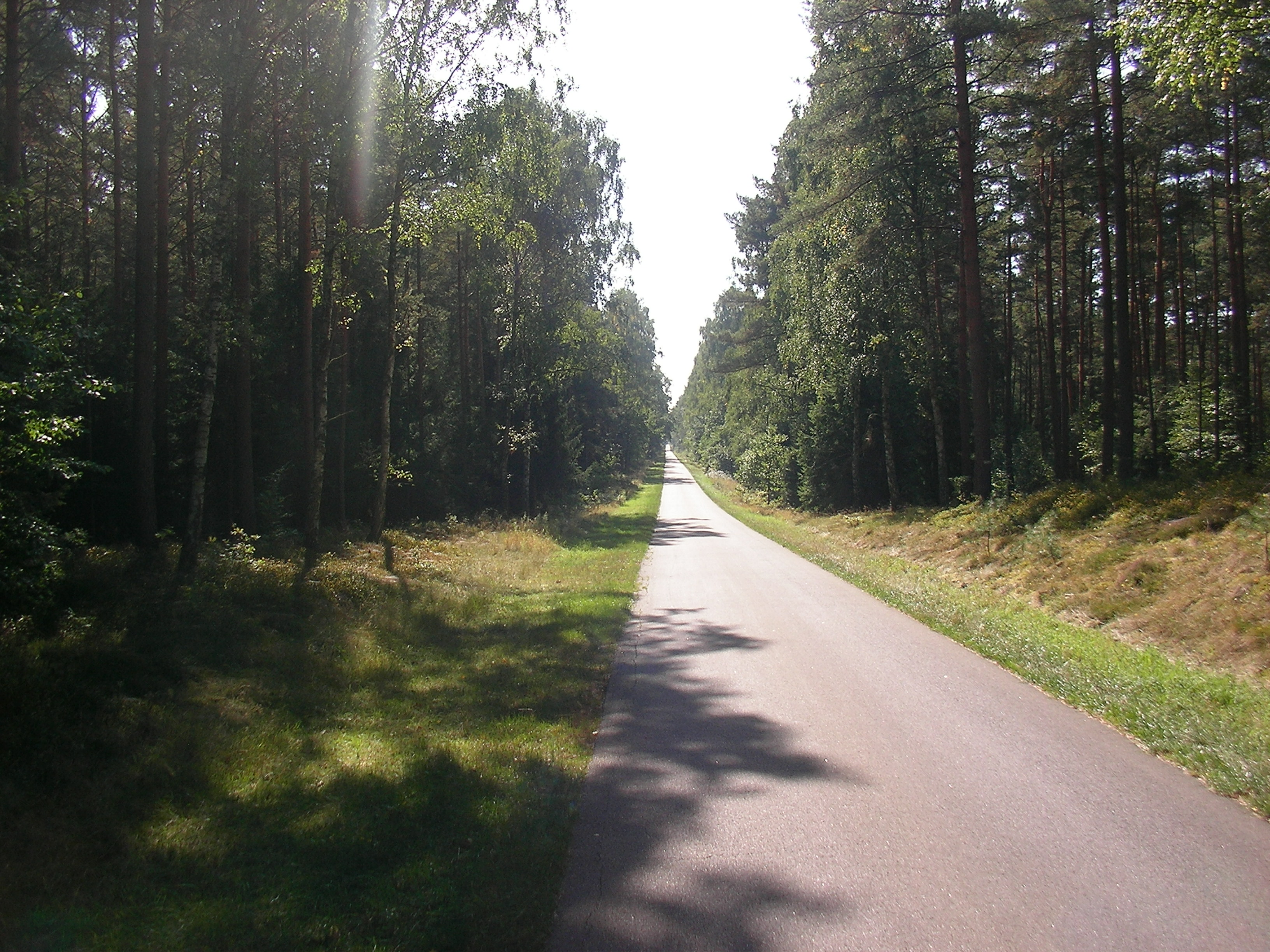
Die Göhrde nah dem Forsthaus Röthen

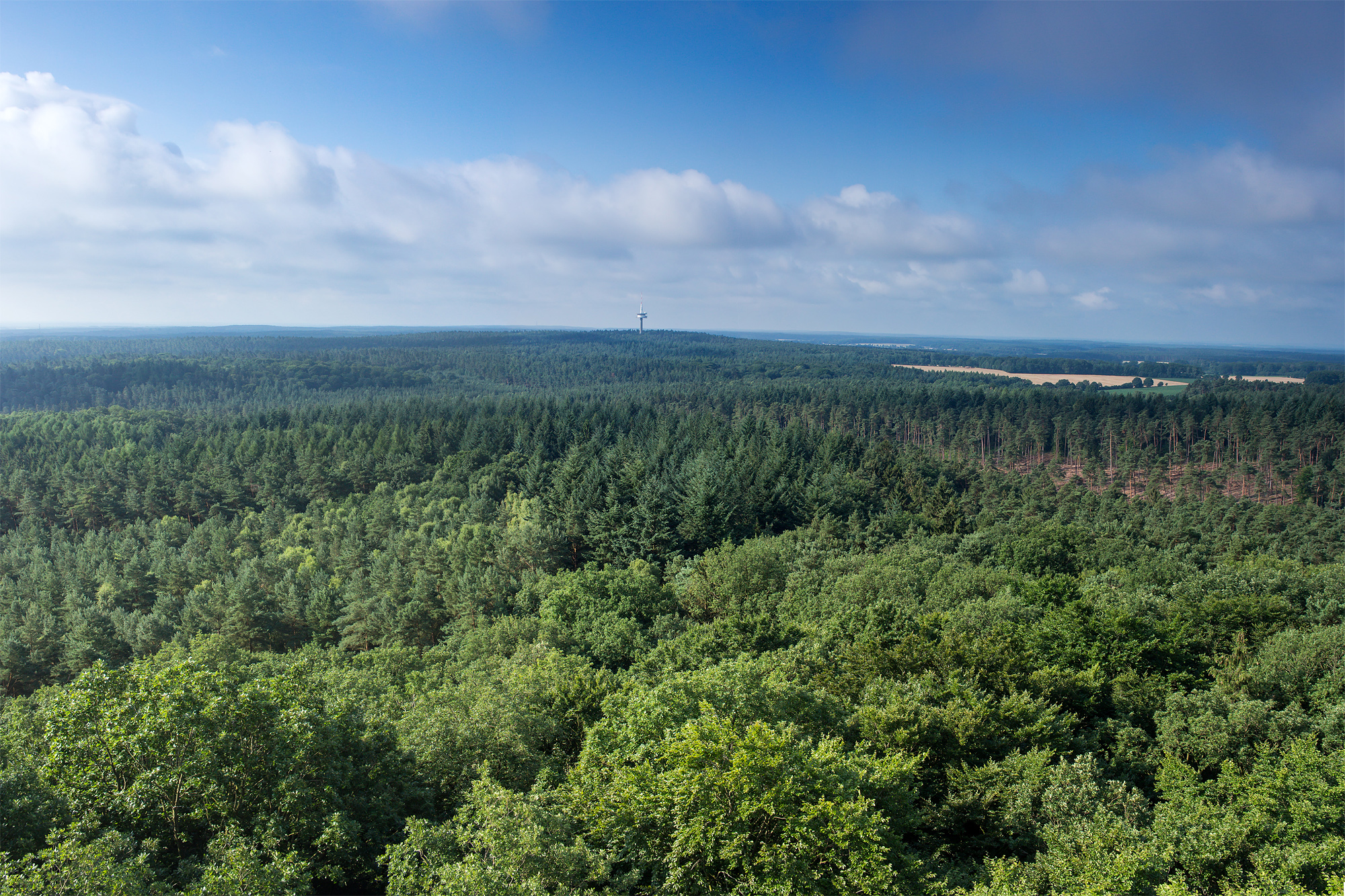
Blick vom Hohen Mechtin auf den Pampower Berg

Die Kernlandschaft der Ostheide stellt die Göhrde (642.54) dar. Diese relativ homogene, flachwellige Waldlandschaft hat ein Höhenniveau von etwa 80 m ü. NHN und erreicht nur an wenigen Stellen Höhen über 100 m. In der Göhrde liegen die Naturschutzgebiete Göhrde (Norden, 80 ha), Schweinsgrund am Tannen und Lissauer Berge (88 ha, Osten), Wälder am Jagdschloss Göhrde (170 ha, äußerster Osten) und Breeser Grund (187 ha, äußerster Südosten).
Die Göhrde wird nach Norden, Osten und Süden vom Drawehn, einem nur zu gut der Hälfte bewaldeten Höhenzug mit deutlich höherer Reliefenergie und deutlich höheren Gipfelhöhen, eingerahmt. Er gliedert sich naturräumlich in die Dannenberger Geest im Norden und die Hohe Geest im Süden.

#### Erhebungen der Göhrde
Folgende Erhebungen der Göhrde sind erwähnenswert (in Klammern die Höhe über NHN:)
- Anhöhe südlich vom Dorf Göhrde (108 m;[9] Osten der Göhrde; Feuerwachtturm)
- Fechtenberg (104 m;[10] Westen der Göhrde nordöstlich Himbergens)
- Adlershorst (102 m; nördlich des Zentrums der Göhrde)
- Sandberg (92 m;[10] Westausläufer der Göhrde nördlich Himbergens)

### Dannenberger Geest
Der Norden der Dannenberger Geest (642.53) ist durch seinen Steilabfall zum Urstromtal der Elbe bekannt. Die Steilhänge zwischen der Jeetzelmündung bei Hitzacker und, nordwestlich davon, der Mündung des Kateminer Mühlenbachs bei Neu-Darchau werden (Die) Klötzie genannt; gelegentlich wird unter jenem Namen auch der durch Landesstraßen umrahmte Nordteil des Drawehn im Dreieck Neu-Darchau–Darzau–Hitzacker verstanden. Der Weiße Berg erreicht hier 109 m, während die gerade einmal 1,2 km entfernte Elbe auf einer Höhe von nur 9,5 m passiert.
Auch nordwestlich jenseits des Kateminer Mühlenbachs zieht sich noch ein vergleichbarer Steilhang über Walmsburg, wo sich die Richtung auffällig von Westnordwest in Nordwest ändert, bis Alt Garge. Zwar erreicht der Viehler Berg hier nur 62 m, jedoch fällt die Landschaft nah diesem in horizontal nur gut 100 Metern von der 50 m-Höhenlinie bis zur Elbe auf 8 m, was einer Steigung von um 40 % entspricht. Unterschied zur Klötzie ist der, dass hier die Hänge geradlinig und ohne nennenswerte Riedel verlaufen.
Die nordwestliche Verlängerung der Klötzie zu den Viehler Bergen sowie der südwestlich etwa 4 km von den Elbhängen entfernte, gipfelweise bis 107 m erreichende Bassenberg wurden auf Blatt Lüneburg bereits zum Dahlenburger Becken gerechnet, sie entsprechen in der Summe ihrer naturräumlichen Eigenschaften jedoch eher noch der Dannenberger Geest.
Ausgehend vom Weißen Berg, dem Kernberg der Klötzie, läuft die Kammlinie des Drawehn zunächst nach Süden, erreicht östlich von Nieperfitz 115 m, und schwenkt dann für kurz allmählich nach Ostsüdost um, um am Wedderiener Berg bei Wedderien und 10 km westlich Dannenbergs 126 m zu erreichen. Auf halbem Weg zwischen dem Berg und der Stadt liegt das Kesselmoor Maujahn, das durch ein 37 ha großes NSG geschützt ist.
Vom Wedderiener Berg aus schwenkt die Kammlinie wiederum nach Südwest um, um, etwa südsüdöstlich der Göhrde, den Höhenschwerpunkt des Drawehn am Hohen Mechtin (142 m) zu erreichen.

#### Erhebungen der Dannenberger Geest
Folgende Erhebungen der Dannenberger Geest sind erwähnenswert (in Klammern die Höhe über NHN):
- Hoher Mechtin (142 m)
- Pampower Berg (140 m;[11] südlich des Hohen Mechtin)
  - Sareitzer Berg (106 m[12] 3,5 km ostnordöstlich des Pampower Bergs)
  - Silberberg (87 m; 1,3 km östlich des Sarreizuer)
- Stangenberg[13] (134 m;[14] nordwestlich des Hohen Mechtin) – Dannenberger Geest
- Wedderiener Berg (126 m;[15] 10 km westlich Dannenbergs)
- Anhöhe östlich von Nieperfitz (115 m;[16] höchster Berg des nördlichen Drawehn, der durch die B 216 und die L 255 Metzingen–Hitzacker bzw. den Harlinger Bach abgetrennt wird)
- Weißer Berg (109 m;[17] Kernberg der Klötzie südöstlich Neu Darchaus)
- Bassenberg-Massiv (bis 107 m;[18] 6 km nordöstlich von Dahlenburg; Basisberg(e) der nordwestlichen Klötzie-Verlängerung, die in der Nähe der Viehler Berge (s. u.) steil zur Elbe abfällt)
  - Kirchberg (107 m[19])
  - Stadtberg (106 m) – Südwestgipfel
  - Bassenberg (98 m) – Westausläufer
- Seißelberg (93,7 m;[20] äußerster Norden des Drawehn, unmittelbar östlich Nahrendorfs; AT im Nordosten)
- Maddauer Berg (88 m;[21] südlicher Randberg der Hohen Geest, der, grob vom 5 km westnordwestlichen Pampower Berg ausgehend, nordöstlich von Waddeweitz halbinselartig nach Süden in die Niedere ragt; durch eine Senke von Sareitzer Berg und Silberberg getrennt; AT  im Südosten)
- Viehler Berg(e) (61,1 m;[22] Nordostrand des Dahlenburger Beckens, nordwestliche Verlängerung der Klötzie bei Alt Garge; nördlichster Berg des Drawehn)

### Hohe Geest
Unmittelbar westlich des Hohen Mechtin und seiner Nachbarberge Stangenberg (134 m, nordwestlich) und Pampower Berg (140 m, südlich) flacht das Gelände auf Göhrde-Höhenlagen unter 100 m ab. Hier befindet sich die Nahtstelle zur Hohen Geest (653.50), die nach Norden bei Hohenzethen in die Göhrde übergeht. Der Kammbereich der nördlichen Hohen Geest hat Plateaucharakter – der Gipfel An der Konau (111 m) nah Vaddensen überragt sein Umland nur knapp; auffällig ist jedoch der Steilabfall an der Ostseite, wo die Höhenlagen nach Süden von 107 m (Spitzberg) über 114 m (Güneitberg) bis zum Ledigsberg südwestlich von Clenze allmählich bis 123 m steigen. Auf Höhe des Ledigsbergs ist auch die West-Ost-Ausdehnung der Höhenlagen auffällig groß; die Fuchsberge 4 km westlich des Ledigsbergs und etwa 6,5 km westlich der Nahtstelle zur Niederen Geest reichen bereits bis unmittelbar vor das Uelzener Becken.
Die Ostgrenze des Kammbereichs zieht jedoch, in südliche Richtung betrachtet, alsbald Westen und besteht zwischen Schnega an der Ost- und Soltendieck an der Westseite fast nur noch aus dem 113 m hohen Juchterberg. Nur für kurz verbreitert sich der Kamm rund um den 122 m hohen Pugelatz noch einmal, wo, an der Landesgrenze zu Sachsen-Anhalt, auch die letzte markant steile Südostflanke auftritt. Die nominelle Ostheide endet südlich davon und bereits außerniedersächsisch mit den Bergkuppen rund um den 121,5 m Pistolschen Berg, die bereits ein deutlich schwächeres Relief aufweisen.
Zwar setzt sich der Höhenzug nach einer leichten Senke zwischen Lüben (Niedersachsen, Westen) und Höddelsen (Sachsen-Anhalt, Osten) im Westaltmärkischen Waldhügelland (Haupteinheit 865, Teil der Großregion 86 Wendland und Altmark) fort, jedoch übersteigen die höchsten Gipfel die 100 m-Schwelle fortan zunächst nur noch sehr knapp bei insgesamt noch schwächerem Relief.

#### Erhebungen der Hohen Geest
Folgende Erhebungen der Hohen Geest sind erwähnenswert (in Klammern die Höhe über NHN):
- Ledigsberg (123 m;[23][24] 4 km westsüdwestlich von Clenze; AT am Osthang)
  - Spitzberg (85 m; Ostausläufer zur Niederen Geest)
- Pugelatz (122 m;[25] 4 km südöstlich Soltendiecks, unmittelbar südwestlich Müssingens; alle Südausläufer liegen in Sachsen-Anhalt)
  - Körberge (bis 115 m;[26] Ostausläufer des Pugelatz südöstlich Müssingens)
  - Kronenberg (112 m; Südgipfel)
  - Großer Aprenberg (108 m; Südwestausläufer des Kronenbergs)
  - Falschheitsberg (106 m; eigenständigerer Berg 3 km südsüdwestlich des Pugelatz, jedoch noch in derselben Bewaldung)
- Pistolscher Berg (121,5 m;[27] südlichster Berg der Kiesmoräne an der Nahtstelle zum Westaltmärkischen Waldhügelland; 7 km nordwestlich Diesdorfs)
  - Westgipfel (117,8 m; dieser ist in feineren Maßstäben meistens namentlich als Pistolscher Berg eingezeichnet)
  - Präzeptorberg (115,2 m) – Südausläufer
  - Markauer Berg (103 m; knapp 2 km nordwestlich des Hauptbergs, durch die L 266/L 7 Bodenteich–Dähre separiert, an der Nahtstelle zu Ausläufern des Pugelatz)
- Fuchsberge (116 m;[23] 5 km östlich Suhlendorfs)
  - Mallätzer Berg (82 m) – Südwestausläufer zum Rand des Uelzener Beckens
- Güneitberg (114 m;[23] gut 4 km westnordwestlich Clenzes; auf einer Hochfläche mit dem 2,5 km südsüdwestlich gelegenen Ledigsberg)
  - Kronsberg (105 m;[23] 2 km westlich)
- Juchterberg (113 m;[25] 4,5 km östlich Soltendiecks)
- An der Konau (111 m;[28] minimale Kuppe im Zentrum einer Hochfläche, je gut 4 km südlich des Pampower Bergs und nördlich des Güneitbergs, 1,3 km ostnordöstlich Vaddensens)
  - Spitzberg (107 m; 2 km ostsüdöstlich und 4,5 km nordnordwestlich Clenzes)
  - Klosterberg Reddereitz (106 m; gut 2 km südsüdöstlich)
- Haidberg (111 m;[29] 3 km nordwestlich Schnegas; je 2,5 km südwestlich des Ledigsbergs und südöstlich der Fuchsberge)
- Hohe Berge (99 m;[30] westlicher Drawehn-Randberg)
- Luisenhöhe (87 m;[31] westlicher Randberg des Drawehn zum Uelzener Becken)
- Weißer Berg (85 m;[32] westlicher Randberg des Drawehn zum Uelzener Becken)
  - Wachtberg (79 m) – Südwestausläufer
  - Hasselberg (71 m) – Westausläufer
- Tiedkenberg (83 m;[33] westlicher Drawehn-Randberg)
- Voßberg (74 m;[34] westlichster Berg des Drawehn)

### Niedere Geest
Östlich der 50 m-Höhenlinie geht die Hohe Geest in die Niedere Geest (642.6) über, die nach Grenzziehung der Blätter Lüneburg und Salzwedel kurz vor der Jeetzel endet. Ihre Zuordnung zur Ostheide mag historische Gründe haben – die Jeetzel war nach historischem Verständnis die Ostgrenze des Drawehn – aber dieses nur von wenigen einzelnen Kuppen überragte Tiefland weist deutlich mehr Verwandtschaft zur östlichen und südlichen  Nachbarlandschaft der Lüchower Niederung (Haupteinheit 860) auf. Nur in der Nähe von Clenze werden die Kuppen 60 m oder höher. Das einzige NSG der Niederen Geest, Schwarzer Berg bei Krummasel, ist nur 3 ha groß.
Südgrenze der Niederen Geest ist das hier von West nach Ost verlaufende Tal der Wustrower Dumme oberhalb ihrer Mündung in die Jeetze bei Wustrow. In dieser Niederung befinden sich, außerhalb der Ostheide, diverse Naturschutzgebiete; nach Westsüdwesten wird die Talung durch das schmale Schnegaer Mühlenbachtal mit gleichnamigem, 480 ha großen Naturschutzgebiet begrenzt, welches hier eine scharfe Südgrenze der Hohen Geest darstellt.

#### Erhebungen der Niederen Geest
Folgende Erhebungen der Niederen Geest sind erwähnenswert (in Klammern die Höhe über NHN):
- Mühlenberg (69 m;[35] Norden Clenzes)
- Fuchsberg (gut 60 m;[36] östlich Clenzes) – Niedere Geest
- Nienhofer Forst (43 m;[37] ausgedehnteres Waldgebiet unmittelbar westlich Küstens)

### Bodenteicher und Lüder Geest
Das flachwellige Uelzener Becken (im engeren Sinne, 643.0) wird nach Osten vergleichsweise scharf durch die Hohe Geest und nach Westen durch den Norden des Lüß, im Zentrum der der Hohen Heide (641) begrenzt. Letzterer ragt mit seinem bis 136 m hohen äußersten Ostausläufer Wierener Berge fast halbinselartig in den Süden des Beckens. Weniger scharf ist die Abgrenzung unmittelbar östlich der Wierener Berge, unmittelbar südöstlich Wierens, wo sich entlang der Talung der Aue (flussaufwärts) die geomorphologische Senke des Beckens in abgeschwächter Form nach Süden fortsetzt. Entstehungsgeschichtlich ist diese Senke hier noch Teil der Osthannoverschen Kiesmoräne, erreicht jedoch zum einen nicht die Höhenlagen der Hohen Geest und führt zum anderen Bachtäler. Diese Westabdachung der Hohen Geest, die im Süden an der Wasserscheide zur Ise bzw. zu deren Vorfluter Aller endet, wird Bodenteicher Geest (642.51) genannt. Südlich des namensgebenden Fleckens Bad Bodenteich rahmt diese Landschaft eine ausgeprägte Beckenlandschaft um Lüder und am Oberlauf der Aue, die Lüder Geest (642.52). Die Bodenqualität weicht hier auffällig von den Nachbarlandschaften ab und ist mit der des Wittinger Flottsandgebietes (642.3) in südsüdöstlicher Verlängerung der Senke vergleichbar; entsprechend ist die Lüder Geest fast komplett gerodet.
Nach Südwesten grenzt die Lüder Geest an die nördlichen Moorgebiete der Gose-Ise Sandebene (641.4, Teil der Südheide 641) mit dem Naturschutzgebiet Schweimker Moor und Lüderbruch. Eine naturräumliche Singularität stellen die Bodenteicher Seewiesen unmittelbar östlich von Bodenteich, an der Nahtstelle der Lüder zur Bodenteicher Geest, dar. In ihnen liegt das nur 2,7 ha kleine NSG Zwergbirkenmoor bei Schafwedel.

#### Erhebungen der Bodenteicher Geest
Folgende Erhebungen der Bodenteicher Geest sind erwähnenswert (in Klammern die Höhe über NHN und nachfolgend der jeweilige Naturraum):
- Schafwedeler Berg (91 m;[25] nordwestlich Schafwedels, 4 km östlich von Bad Bodenteich)
- Wüllsenberg (89,9 m;[38] südlichster Berg der Bodenteicher Geest an der Wasserscheide zur Aller, 6 km nördlich Wittingens)
  - Wittinger Berg (89 m;[39] Nordausläufer)
- Schlaminsberge (knapp 84 m;[40] westlicher Norden der Bodenteicher Geest, Verriegelung des Uelzener Beckens)
- Blauer Berg (knapp 84 m;[41] äußerster Norden der Bodenteicher Geest, Verriegelung des Uelzener Beckens)

### Bohndorfer Endmoränen und Zungenbecken im Norden
Nordwestlich der Göhrde wird die Osthannoversche Kiesmoräne durch ein schmales, verzweigtes Endmoränensystem fortgesetzt. An seiner Basis erreicht dieses, an einer Anhöhe nördlich von Groß Thondorf, eine Höhe von 96 m ü. NHN. Im Zentrum dieser Bohndorfer Endmoränen (642.7) liegt die Ortschaft Bohndorf, heute Ortsteil von Altenmedingen. Von hier aus zweigt ein Ausläufer nach Norden ab und endet am 90 m hohen Telegraphenberg südwestlich Bleckedes. Zwischen Ellringen und Thomasburg wird er von der Neetze durchbrochen; er trennt die beiden Zungenbecken in Westen und Osten. Der Hauptarm der Bohndorfer Endmoränen verläuft jedoch weiter nordwestwärts über Vastorf und unmittelbar östlich Lüneburgs schließlich fast nordwärts. An der Steinhöhe, dem östlichen Stadtberg der Kreisstadt, erreicht er 86 m.
Das westliche der beiden Zungenbecken, das Neetzer Becken (642.8) um Neetze bzw. vor allem südlich und westlich des Ortes ist in sich noch durch bewaldete Höhenzüge gekammert. Insbesondere der Westteil zwischen Boltersen, heute Ortsteil von Rullstorf, im Norden und (Vastorf-)Rohstorf im Süden bildet ein eigenständiges Teilbecken. Noch einmal abgetrennt durch bewaldete Rücken ist der flachwellige äußerste Nordwesten um Rullstorf, der nach Norden ohne Höhenstufe ins Elbtal übergeht.
Das östliche der beiden Zungenbecken, das Dahlenburger Becken (642.9) um Dahlenburg, teilt sich geomorphologisch deutlich in einen Nord- und einen Südteil. Das flachwellige Dahlenburger Becken im engeren Sinne im Süden endet unmittelbar nördlich und östlich des namensgebenden Fleckens. Durch bewaldete Anhöhen von ihm abgetrennt ist die Beckenlandschaft um Barskamp im Norden, die insgesamt ein etwas bewegteres Relief aufweist.
Auch die bis 107 m hohen Kuppen um den Bassenberg, die etwa 6 km nordöstlich Dahlenburgs liegen, sowie die durch sie im Norden begrenzten, etwas erhöhten Beckenlandschaften um Nahrendorf (S) und um Tosterglope (N) werden auf Blatt Lüneburg zum Naturraum gezählt. Sie entsprechen jedoch in Höhenlage und Relief eher der östlichen Nachbarlandschaft, der Dannenberger Geest (642.52). Der Höhenzug und seine nordöstliche und nördliche Fortsetzung sind bewaldet und liegen bereits an ihrer Westflanke eine Höhenstufe über dem Becken um Barskamp; noch signifikanter fällt ihr nordöstlicher Abfall zum Elbtal am Viehler Berg (61,1 m) südöstlich Alt Garges aus. Nach Süden verlängert sich der Höhenzug vage durch bewaldete Kuppen an der Wasserscheide zur Neetze, die sich bis zur Göhrde ziehen, weshalb es naheliegt – entgegen Blatt Lüneburg – diese Schwelle als Nordwestgrenze des Drawehn bzw. der Dannenberger Geest anzusehen. Dadurch erhalten die beiden Becken in ihrer Summe auch eine auffällige Dreiecksform und die Summe aller dreier Landschaften die Form eines in einer Linie an Göhrde und Drawehn angelegten Trapezes.
Eine natürliche scharfe Westgrenze der Landschaft bildet heute der hier auf 42 m ü. NHN liegende Elbe-Seiten-Kanal ab nördlich Edendorfs, westlich dessen im Gebiet der Stadt Lüneburg auch die Bewaldung abbricht. Eine scharfe Nordbegrenzung dieser Landschaften bildet das Scharnebecker Talsand- und Dünengebiet (876.40), das das Lauenburger Elbtal (876.4) und damit auch die Haupteinheit Untere Mittelelbe-Niederung (876) der Gruppe Elbtalniederung (87) einleitet. Die durchgängige Bewaldung der Dünen endet nach Westen erst unmittelbar nordöstlich Rullstorfs.

#### Erhebungen der Bohndorfer Endmoränen
Folgende Erhebungen der Bohndorfer Endmoränen sind erwähnenswert (in Klammern die Höhe über NHN):
- Sieckerberg (97,2 m;[42] 5,5 km südwestlich von Dahlenburg)
- Anhöhe im Wiebeck (96 m;[43] nördlich von Groß Thondorf; nach Südosten an die Göhrde angeschlossen)
- Fuchsberg (93 m;[43] Nordwesten des Wiebeck)
- Wiernitzberg[44] (92 m;[45] Südostausläufer der Bohndorfer Endmoränen, der sich unmittelbar westlich an die Göhrde legt)
- Die Birken (91 m;[46] unmittelbar südöstlich Barendorfs, Nahtstelle zu den Grünhagener Endmoränen)
- Telegraphenberg (90 m;[47] nördlicher Randberg der Bohndorfer Endmoränen und nördliche Ostbegrenzung des Neetzer Beckens, 4 km östlich Neetzes) – Bohndorfer Endmoränen
- Steinhöhe (86 m;[48] östlicher Stadtberg Lüneburgs und nordwestliche Randhöhe der Ostheide)

## Globalere Berge
Folgende Erhebungen der Ostheide sind höchster Berg eines orographischen Teil-Höhenzuges, eigenständig und über 120 m hoch oder aber zumindest besonders dominant oder (mindestens halbseitig) prominent (in Klammern die Höhe über NHN und nachfolgend der jeweilige Naturraum):
- Hoher Mechtin (142 m) – Dannenberger Geest
- Pampower Berg (140 m;[11] südlich des Hohen Mechtin) – Dannenberger Geest
- Stangenberg[13] (134 m;[14] nordwestlich des Hohen Mechtin) – Dannenberger Geest
- Wedderiener Berg (126 m;[15] 10 km westlich Dannenbergs) – Dannenberger Geest
- Ledigsberg (123 m;[23][24] 4 km westsüdwestlich von Clenze; AT am Osthang) – Hohe Geest
- Pugelatz (122 m;[25] 4 km südöstlich Soltendiecks, unmittelbar südwestlich Müssingens; alle Südausläufer liegen in Sachsen-Anhalt) – Hohe Geest
- Pistolscher Berg (121,5 m;[27] südlichster Berg der Kiesmoräne an der Nahtstelle zum Westaltmärkischen Waldhügelland; 7 km nordwestlich Diesdorfs) – Hohe Geest
- Weißer Berg (109 m;[17] Kernberg der Klötzie südöstlich Neu Darchaus) – Dannenberger Geest
- Anhöhe südlich vom Dorf Göhrde (108 m;[9] höchster Berg der Göhrde im Osten derselben; Feuerwachtturm) – Göhrde
- Bassenberg-Massiv (am Kirchberg 107 m;[18] 6 km nordöstlich von Dahlenburg; Basisberg(e) der nordwestlichen Klötzie-Verlängerung, die in der Nähe der Viehler Berge (s. u.) steil zur Elbe abfällt) – Dahlenburger Becken bzw. Dannenberger Geest
- Sieckerberg (97,2 m;[42] 5,5 km südwestlich von Dahlenburg) – Bohndorfer Endmoränen
- Telegraphenberg (90 m;[47] nördlicher Randberg der Bohndorfer Endmoränen und nördliche Ostbegrenzung des Neetzer Beckens, 4 km östlich Neetzes) – Bohndorfer Endmoränen
- Steinhöhe (86 m;[48] östlicher Stadtberg Lüneburgs und nordwestliche Randhöhe der Ostheide) – Bohndorfer Endmoränen
- Mühlenberg (69 m;[35] höchste innere Erhebung der Niederen Geest im Norden Clenzes) – Niedere Geest
- Viehler Berg(e) (61,1 m;[22] Nordostrand des Dahlenburger Beckens, nordwestliche Verlängerung der Klötzie bei Alt Garge; nördlichster Berg des Drawehn) – Dahlenburger Becken bzw. Dannenberger Geest